# Georges Boussenot
Tony Georges Boussenot est un homme politique et journaliste français, né le 25 juillet 1876 dans le IVe arrondissement de Paris et mort le 9 mai 1974 à Nice (Alpes-Maritimes).

## Carrière
Licencié en lettres, il entre à l'école de santé navale de Bordeaux, dont il est diplômé en 1900. Il est médecin colonial trois ans au Soudan français (actuel Mali), avant de quitter l'armée en 1906. Il devient alors journaliste, collaborant en particulier au Siècle.
En août 1914, il est mobilisé comme médecin. Il participe à la bataille de Champagne et y obtient la Croix de guerre et la Légion d'honneur. Il est élu en avril 1914 à la Chambre des députés comme député de La Réunion en 1914 sur les listes du parti radical. Il est réélu en 1919 et reste député jusqu'en 1924.
En 1922, il est nommé directeur de la Presse coloniale, poste qu'il occupe jusqu'en 1940. Il est également nommé délégué de Madagascar au Conseil supérieur des Colonies jusqu'en 1945. À nouveau mobilisé en 1939, il est radié des cadres en 1940.
En 1945, il est élu député de Madagascar à l'Assemblée constituante, jusqu'en 1946, et s'inscrit au groupe radical-socialiste. Il vote la nationalisation de l'électricité et du gaz, puis contre le projet de Constitution qui sera rejeté par référendum. En octobre 1947, il est élu conseiller de l'Union française, représentant du Territoire des Comores, jusqu'en 1953.
Il est nommé commandeur de la Légion d'honneur en 1932.